# Спиридон Брусина
Спиридон или Шпиро Брусина (Задар, 11. децембар 1845 – Загреб, 21. мај 1908) је био зоолог, палеонтолог и први професор Свеучилишта у Загребу, на катедри за зоологију (1877). Био је оснивач и први управник Хрватског народног зоолошког музеја, иницијатор и један од оснивача Хрватскога наравословног друштва (1885), покретач и први уредник „Гласника“ тог друштва (1886), утемељивач научне библиотеке данашњег Природњачког музеја, писац првих библиографија из природних наука код Хрвата. Писао је научне радове из области орнитологије, ихтиологије, малакологије и мамалогије морских сисара.

## Биографија
Рођен је у Задру 11. децембар 1845, од мајке Јосипе и оца Јурја (итал. Giorgio), као седмо од петнаесторо деце у породици. Његов деда Иван је пореклом из Палманове (Фурланија у Италији), одакле се доселио у Задар почетком 19. века.
Спиридон се као гимназијалац приклањао аутономашима, али се као матурант окренуо идеалима народњака, којима су припадали Штросмајер, Рачки и Мразовић, залажући се за уједињење Далмације са осталим деловима Хрватске. Истовремено је био велики поклоних италијанске културе и традиције.
Након завршене гимназије у Задру 1865. је студирао четири семестра природне науке на Бечком универзитету. У Задар се вратио у јесен 1867.
Након повратка, једно време је радио као суплент у гимназији.

## Путовања
Залагао се да промени жалосно стање у степену научног познавања хрватске фауне, флоре и гее, како Хрвати не би заостали за просвећеним народима Европе и Америке. У својим путописима је изразио мишљење да је главни разлог овог заостатка што Хрвати не маре за природне науке, које је сматрао условом напретка, а промени таквог стања је посветио цео живот.
Објавио је резултате својих истраживања у више од 200 научних и стручних дела, као и у облику теренских дневника и путописа. Научне радове је објављивао широм света.
На првом већем научном излету (1863) писао је дневник који је први пут објављен у књизи „Прво научно путовање Спиридона Брусине“. Ради се о научним путописфима, цртицама протканим кратким прозним текстовима о североисточној обали Јадранског мора, у којима је описао своје утиске, размишљања, правио критичке осврте, и дао спискове фауне, флоре и фосила, који су објављени у „Академском раду” 1870, 1872, 1901, 1907. и 1908. године.
На том првом путовању, обишао је и обровачки крај (Зрмању, Велебити и Крку). У подручју реке Зрмање, забележио је 30 копнених и 15 слатководних врста пужева. На локалитету Обли кук је пронашао, а затим дефинисао обровачку заклопницу (лат. medora macascarensis brusinae) и нову подврсту заклопница (копнених пужева), као и ендемску врсту слатководног пужа лат. Tanousia zrmanjae, данас најугроженију врсту мекушаца на Зрмањи.
Године 1866. у Бечу је објавио Прилог за фауну далматинских мекушаца (итал. Contribuzione pelle fauna dei molluschi Dalmati).
Године 1868. је из Венеције кренуо за Трст, затим за Задар, па даљу уз обалу до Сплита, копном до Сиња, Дубровника, Котора и Цетиња.
Године 1873. је обишао Задар и његову околину, подручје Новиграда, Обровца и Сплита, где је са професором Ф. Данилом уредио збирку водоземаца, а професор Јаков Боглиц му је дао на увид рукопис с пописом васкуларног биља и морских бескичмењака Далмације, који је саставио Матија Ботери (Botteri), одличан познавалац далматинске фауне.
Године 1874. из Ријеке је отпутовао у Сењ, Новаљу, Раб, Задар, Нин.
Организовао је малу скупљачку експедицију на Скадарском језеру, за Орнитолошки конгрес у Будимпешти 1891.
Његово истраживачко поморско путовање јахтом „Маргита“ 1894. године трајало је готово месец дана. Ово путовање је документовано као извештај на конгресу у граду Леиден.
Године 1901. је из Болоње кренуо према Хрватској, обилазећи подручја Ријеке, Задра, Сплита, Сиња и Дубровника.

## Професор
Након што је у Загребу 1874. године основано Свеучилиште Фрање Јосипа I и на њему нова катедра за природне науке, именован је за првог професора зоологије на Мудрословном факултету (1877). Школске 1884/85. године обављао је и функцију декана тог факултета. Као професор на том факултету је радио до 1888.

## Хрватско наравословно (природословно) друштво
Уз Ђуру Пилара био је један од оснивача и први председник Хрватског наравословног (касније природословног) друштва, које је утемељено 1885, на 50-огодишњицу Илирског покрета. Оснивачка скупштина друштва, на којој је изабран за председника је одржана у Народном музеју у Загребу. Главне теме друштва су биле антропологија, геологија, ботаника, палеонтологија, геологија, минералогија, физичка географија, метеорологија, физика и хемија.
Друштво је успело да окупи око 30 научника. Био је идејни покретач и први главни уредник „Хрватскога наравословног Гласника“, чији је први број штампан 1886. Рано је прихватио дарвинизам. Пре него што је основано друштво писао је Чарлсу Дарвину (1869), тражећи дозволу да његовом фотографијом украси диплому друштва. Дарвин му је лично одговорио. Већ 1870. године одржао је прво јавно предавање о дарвинизму, а о истој теми је писао у часопису „Вијенац забави и поуци“. На његове радове негативно је реаговала католичка црква.

## Музеј
Изабран је за равнатеља (управника) Природословног музеја.
У музеолошком раду је био веома темељан, упркос бројним проблемима, као што су били недостатак простора, опреме и књига. Уз бројне дужностима које је обављао у музеју био је и одличан библиотекар. Набавио је готово све монографије које су се налазе у збирци музејске библиотеке. Библиотеку је опремио ормарима израдио је попис књига. Имао је исцрпну евиденцију о књигама и часописима, који су у Музеј стизали разменом „Гласника“, или као поклон од пријатеља научника, влада и разних установа из целог света. Библиотеку је водио од 1868. до пензионисања 1901.
Међу првима је увидео значај научних библиографија у даљим истраживањима, па је покушао да попише ауторе разних издања из области зоологије код Хрвата. Попис садржи аналитичке и критичке примедбе, као и информације о истраживачима.
Светски углед је стекао у проучавању фосилних мекушаца Хрватске и југоисточне Европе. Унапредио је природне науке, утемељио и развио модерни зоолошки музеј. Покренуо је научна истраживања фауне Јадранског мора. Организовао је проучавање рецентних птица, риба, шкољки и пужева Хрватске.
Посебно је заслужан за развој и напредак зоолошких и палеомалаколошких збирки, које је уредио према начелима музејске струке. Међу зоолошким збиркама посебно је средио орнитолошку и малаколошку збирку, затим збирку фауне Јадранског мора. За палеомалаколошку збирку сакупљено је 15 000 примерака већином бракичних и слатководних шкољки и пужева неогенске старости, с различитих локалитета. Осим музејски обрађене колекције, аутор је неколико палеонтолошких монографија:
- „Fossile Binen-Molusken aus Dalmatien, Kroatien und Slavonien nebst einem Anhange“ (1874)
- „Грађа за неогенску малаколошку фауну Далмације, Хрватске и Славоније уз неке врсте из Босне, Херцеговине и Србије“ (1897-1902)
- „Iconographia Molluscorum fosillum in tellure tertiaria Hungariae, Croatiae, Slavoniae, Dalmatiae, Bosniae, Herzegovinae, Serbiae et Bulgariae inventorum“, атлас (1902)

Сакупљајући фауну из пећина на подручју Кордуна и Лике, забележио је прве налазе пећинског пужа и стоноге. На личком подручју је 7. јула 1879. пронађена човечја рибица, на основу које је 1880. године дефинисао нову врсту (лат. Proteus croaticus nom. nud.).
Од великог значаја су његова истраживања малакофауне Прукљанског језера, где је открио 132 нове врсте, од чега су 21 били нови за Јадран. Такође је открио нове врсте северноморских многочекињаша на Кварнеру, чиме је потврђена бореална теорија о настанку фауне тог дела Јадранског мора.
Из области рибарства и ихтиологије најпознатији су му радови:
- „Пабирци за хрватску ихтиологију и рибарство“
- „Велериба и уљешура од Ластова у Далмацији“
- „Морски пси Средоземнога и Црљеног мора“
- „Псина људождер“
- „О рибаштини у Далмацији“
- „Риба »млијеко« у Далматинаца“
- „Сисари Јадранскога мора“
- „У заштиту рибарства“
- „Наше јестре“

Учествовао је у изради тројезичног рјечника (мађарски - хрватски - италијански) са народним називима риба, уз стручне називе на латинском. Такође је објавио занимљив рад о рибљој млађи у Јадрану која се лови у великим количинама, указујући на штетне последице за рибарство.

## Академик
Дописни члан Југословенске академије знаности и уметности је постао 1870, а за редовног члана је изабран 1874.
Био је дописни члан Српског ученог друштва од 30. јануара/11. фебаруара 1885, те дописник Академије природних наука Српске краљевске академије од 23. јануара/4. фебруара 1888.
Био је члан многих академија и стручних друштава.

## Остале активности
Био је члан управе Хрватског глазбеног завода, члан Друштва хрватских књижевника, од његовог оснивања (1900), као и члан масонске ложе „Хрватска вила“.

## Смрт и сахрана
Умро је у Загребу 21. маја 1908. године.
Сахрањен је 23. маја на Мирогојском гробљу у Загребу. На његовом спроводу су били присутни представници свих домаћих научних завода и многобројних просветних друштва. У улицама којима је спровод пролазио гореле су гасне светиљке у почаст покојнику. С покојником се над његовим гробом, опростио у име универзитета и академије универзитетски професор Г. Јанишек.